# Rima Ariadaeus

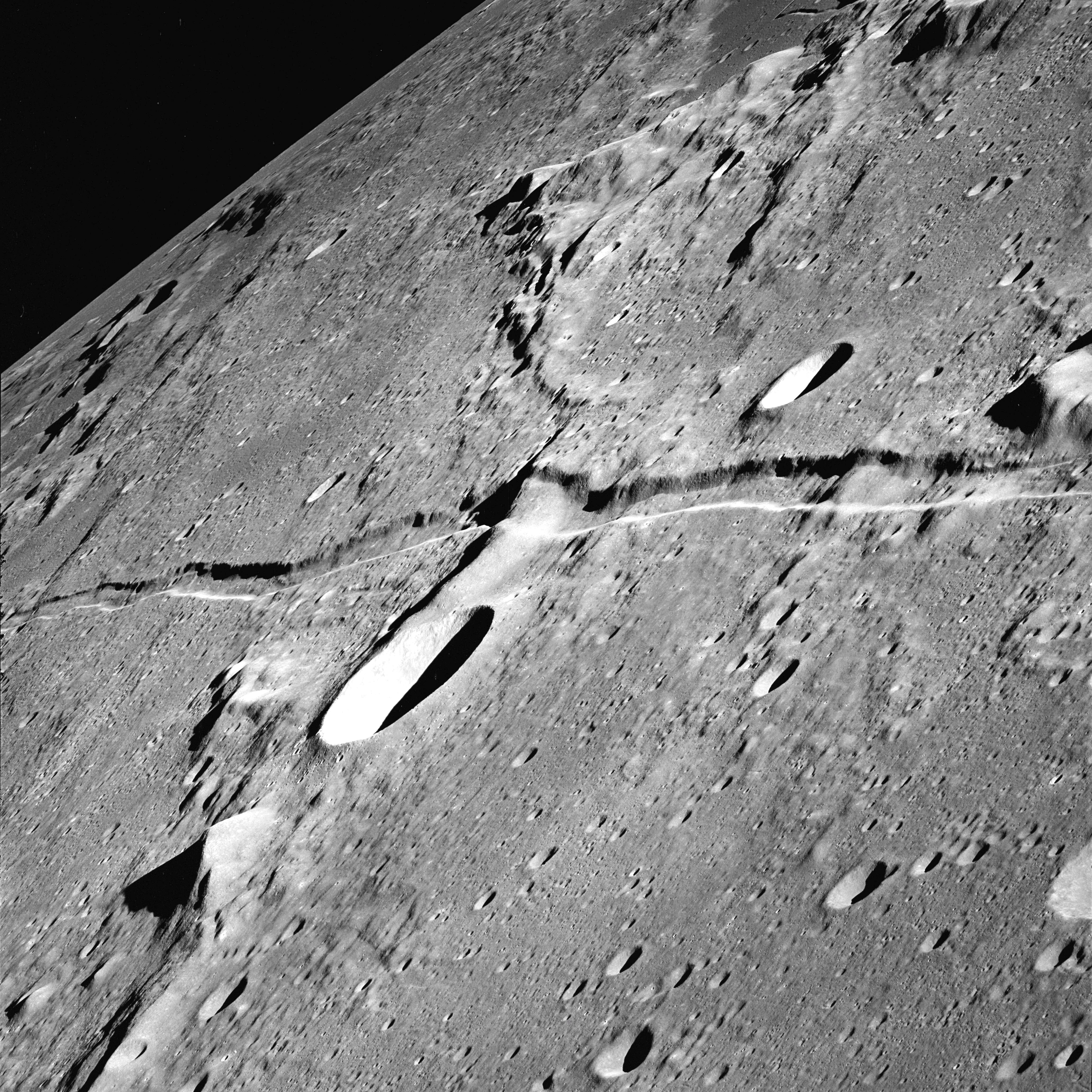
Rima Ariadaeus sfotografowany w trakcie misji Apollo 10 w 1969 roku

Rima Ariadaeus – rów na powierzchni Księżyca, mający długość około 250 km. Znajduje się na współrzędnych selenograficznych ☾ 6,4°N 14,0°E/6,400000 14,000000. Nazwa tego kanału została nadana w 1961 roku przez Międzynarodową Unię Astronomiczną i pochodzi od pobliskiego krateru Ariadaeus znajdującego się na wschodnim końcu kanału. W przeszłości Rima Ariadaeus mogła być otwartym rowem wypełnionym lawą lub też podziemnym kanałem, który zapadł się w wyniku ustania przepływu lawy.